# آراف‌ای آرگوس (ای۱۳۵)
آراف‌ای آرگوس (ای۱۳۵) (به انگلیسی: RFA Argus (A135)) یک کشتی است که طول آن ۱۷۵٫۱ متر (۵۷۴ فوت ۶ اینچ) می‌باشد. این کشتی در سال ۱۹۸۱ ساخته شد.